# Veinticinco de Mayo (departement van Río Negro)
Veinticinco de Mayo (Río Negro) (of 25 de Mayo) is een departement in de Argentijnse provincie Río Negro. Het departement (Spaans:  departamento) heeft een oppervlakte van 27.106 km² en telt 13.153 inwoners.

## Plaatsen in departement Veinticinco de Mayo
- Aguada de Guerra
- Clemente Onelli
- Colán Conhue
- El Caín
- Ingeniero Jacobacci
- Los Menucos
- Maquinchao
- Mina Santa Teresita
- Pilquiniyeu
- San Antonio del Cuy